# Til Barsip
Til Barsip (Tarbusibi) és una antiga ciutat de l'Eufrates que correspon probablement a la moderna Tell Ahmar o Tell a-Ahmar. Algunes fonts l'assenyales com propera a Biredjik al lloc de l'antiga Apamea de l'Eufrates, a l'altre costat de Seugma en territori de Turquia. Altres la situen a 22 km al sud de Karkemish o uns 45 km al sud de Biredjik en territori de Síria. Aquesta segona sembla la ubicació correcta de Tell Ahmar i doncs probablement de Til Barsip.
El lloc fou habitat des del Neolític però les restes principals corresponen a l'edat del ferro. A la part final de l'imperi hitita va formar part del regne de Karkemish però al segle XII aC se'n va independitzar i va formar l'estat de Masuwari, conegut pels assiris com Musri.
Vers el 900 aC Bit Adini va començar a conquerir Musri. Els arameus de Bit Adini no obstant ja dominaven la ciutat vers el 860 aC doncs vers el 858 aC Salmanassar III la va assetjar el rei va poder fugir i fou perseguit sent atrapat a la fortalesa de Shitamrat a l'altre costat de l'Eufrates; el país fou devastat i fins i tot una fortalesa del rei de Karkemish va patir la fúria assíria. Khaian rei de Samal, Aramu rei de Bit Agusi, Sangara rei de Karkemish, i Katazilu rei de Khummukhi (Kummuy) van enviar tribut. A Til Barsip es va fundar una fortalesa assíria sent anomenada com a Kar-Šulmānu-ašarēdu. Salmanassar va abandonar aquesta ciutat rebatejada cap a Nairi, però va romandre com a centre administratiu assiri a la zona de l'Eufrates. Els assiris van dominar la part de Musri que pertanyia a Bit Adini però la resta va seguir independent uns anys doncs vers el 854 o 853 aC Musri apareix en la coalició antiassíria a la batalla de Qarqar, però que es degué culminar poc de temps després per obra del governador assiri de Bit Adini. Sembla que els governadors assiris tenien un nom alternatiu arameu i tenien el títol reial donant una certa continuïtat per un temps a l'administració de Bit Adini.
El jaciment arqueològic va ser explorat per l'arqueòleg francès François Thureau-Dangin als anys trenta, posant a la llum la ciutat de l'edat del ferro i un hipogeu d'enterrament de la primera edat de bronze amb abundant poteria; també es van descobrir tres esteles on s'explica que al segle VIII el rei arameu Bar Gayah va fer un tractat amb la ciutat d'Arpad (Bit Agusi). Aquest rei seria el governador assiri Shamshi-ilu. Modernament s'han fet noves excavacions dirigides per Guy Bunnens de la Universitat de Melbourne als anys vuitanta i noranta del segle XX i s'han trobat gravats en vori de qualitat remarcable (es van publicar el 1997).